# Чевори (сафари подручје)
Чевори сафари подручје (Chewore) се налази на источном крају комлекса дивљине у средини долине Замбезија. Простире се на 339.000 хектара. Спектакуларни кањон Мупата је део 50 километара дугог изласка на обалу Замбезија. Подручје се простире кроз дивљи и често планински терен 60 километара јужно од Замбезија. Ово сафари подручје углавном користе професионалне сафари компаније.
Флора се углавно састоји од беле Акације (Accia albida) на алувијалном тлу, од подручја џесе грмља и мопане жбуња, као и Брахистегија (Brachystagia) шума по брдима и ескарпменту. Дивљач је богато представљена са слоновима, биволима као и са већином врста антилопа укључујући Њалу. Као што је карактеристично за долину Замбезија у подручју нема жирафа, гнуа и белих носорога. Црни носорог је вероватно заступљен у највећем броју у Африци иако је угрожен од криволоваца.
Велико подрушје је покривено са окамењеном фосилном шумом у којој су заступљени окамењени фрагненти Dadoxylon и Rhexoxylon родова дугачки по неколико метара. Налазишта се појављују где год је откривен слој земљишта из Кару (Karoo) периода.
Чевори сафари подручје спада у Светску баштину, пре свега ради заштите популације црног носорога.
Погледај Сафари подручја Зимбабвеа и Списак места Светске баштине у Африци.